# Dischidia longipedunculata
Dischidia longipedunculata är en oleanderväxtart som beskrevs av Henry Nicholas Ridley. Dischidia longipedunculata ingår i släktet Dischidia och familjen oleanderväxter. Inga underarter finns listade i Catalogue of Life.